# Iris Schwabl
Iris Schwabl (* als Iris Waldhuber, 2. Juli 1987 in Schladming) ist eine ehemalige österreichische Biathletin.

## Leben und Herkunft
Iris Schwabl stammt aus Aigen im Ennstal, neben ihrer aktiven Karriere als Athletin arbeitete sie als Industriekauffrau.
2012 heiratete sie Andreas Schwabl und trat in der Folge unter dem Namen Schwabl an. Iris und Andreas Schwabl sind Eltern zweier Kinder.

## Karriere
Iris Schwabl startete für den ATV Irdning und wurde lange Zeit von Reinhard Gösweiner trainiert. Sie war ab 1996 Biathletin und startete seit 2002 für Österreich. Schwabl war als Juniorin sehr erfolgreich. Ihre ersten Junioren-Weltmeisterschaften lief sie 2005 in Kontiolahti, noch ohne Top-Ten-Platzierungen zu erreichen. Zur neuen Saison begann sie im Junioren-Europacup zu laufen. Am Ende der Saison startete sie bei der WM in Presque Isle und gewann dort mit der österreichischen Staffel überraschend die Goldmedaille. Nach einem vierten Rang im Einzel und einem fünften Platz im Sprint gewann sie hinter Tamara Baric zudem Silber in der Verfolgung. Weniger erfolgreich waren die Junioren-Weltmeisterschaften des Jahres 2007 für die Österreicherin. In Martell erreichte Schwabl keine Ergebnisse unter dem ersten 20. Viel besser wurde die Junioren-Europameisterschaft des Jahres in Bansko. Im Einzel hinter Jekaterina Schumilowa und im Sprint hinter Swetlana Slepzowa gewann sie Silber, in der Verfolgung konnte sie den Titel gewinnen. Die Junioren-EM 2008 brachte erneut drei Top-Ten-Platzierungen, darunter erneut Silber im Einzel hinter Elise Ringen. Auch bei ihrer letzten Junioren-WM in Ruhpolding konnte sie im Einzel eine Medaille, Bronze hinter Susann König und Marie-Laure Brunet, gewinnen. Vor allem 2007 kamen zudem mehrere Platzierung unter den Besten zehn im Junioren-Europacup hinzu. Im selben Jahr wurde sie im Heeressportzentrum des Österreichischen Bundesheers aufgenommen. 2008 gewann sie in Cesana San Sicario ein Verfolgungsrennen, nachdem sie im Sprint schon als Dritte ihre erste Podiumsplatzierung erreicht hatte. Hinzu kommen diverse nationale Jugend- und Junioren-Meistertitel.
Ihr Debüt im Biathlon-Weltcup gab Schwabl zu Beginn der Saison 2007/08 in Kontiolahti. Im ersten Einzel der Saison belegte sie den 66. Rang. Bestes Ergebnis bislang ist ein 37. Rang beim Sprint in Pokljuka. Zum Ende der Saison startete sie erstmals im Biathlon-Europacup und wurde Fünfte im Sprint und Vierte in der Verfolgung. Bis zur Saison 2008/10 startete die Österreicherin als beste Biathletin Österreichers recht unangefochten im Weltcup. Höhepunkte wurden dabei die Biathlon-Weltmeisterschaften 2009 in Pyeongchang, wo sie 69. des Einzels, 47. des Sprints und 51. der Verfolgung wurde, und die Führung der österreichischen Frauenstaffel zum Auftakt der Saison 2009/10. In Östersund konnten die österreichischen Frauen erstmals eine Staffel an den Start bringen. Mit Ramona Düringer, Romana Schrempf und Kerstin Muschet erreichte sie den 17 von 20 Plätzen. Zudem nahm sie an den Biathlon-Europameisterschaften 2009 in Ufa und 2010 in Otepää teil. In Russland wurde sie 12. des Einzels, in Estland 18. des Sprints und 23. der Verfolgung. In der Saison 2010/11 verlor Schwabl zeitweise ihren Weltcupplatz an Romana Schrempf und trat im IBU-Cup an. Waren auch dort die Leistungen zunächst durchwachsen, fand sie durch zwei Siege in Sprint und Verfolgung von Altenberg wieder in die Erfolgsspur zurück. Bei den Biathlon-Weltmeisterschaften 2011 in Chanty-Mansijsk wurde sie 32. des Einzels und gewann damit erstmals Weltcuppunkte. Im Sprint wurde sie 77., mit Ramona Düringer, Dominik Landertinger und Christoph Sumann im Mixed-Staffelrennen Siebte.
Bislang gewann Iris Schwabl insgesamt 14 österreichische Meistertitel. 2005 siegte sie in der Verfolgung und in der Staffel, 2008 im Einzel, im Massenstart und im Sprint, 2009 gewann sie Einzel, Verfolgung und Sprint und 2010 wurde sie Österreichische Meisterin in der Verfolgung, im Einzel auf Skirollern und mit der Staffel. Es folgten weitere Titel in der Verfolgung (2011), im Sprint (2012) und mit der Staffel (2013).
Ende 2014 beendete sie ihre aktive Karriere. Ihr letztes Weltcuprennen bestritt sie 2014 auf der Pokljuka-Hochebene. Es war der Sprint der Damen, in dem ihrer Mannschaftskollegin Katharina Innerhofer als erste österreichische Biathletin ein Weltcuprennen gewann.

## Statistiken

### Biathlon-Weltcup-Platzierungen
Die Tabelle zeigt alle Platzierungen (je nach Austragungsjahr einschließlich Olympische Spiele und Weltmeisterschaften).
- 1.–3. Platz: Anzahl der Podiumsplatzierungen
- Top 10: Anzahl der Platzierungen unter den ersten zehn (einschließlich Podium)
- Punkteränge: Anzahl der Platzierungen innerhalb der Punkteränge (einschließlich Podium und Top 10)
- Starts: Anzahl gelaufener Rennen in der jeweiligen Disziplin
- Staffel: inklusive Mixed- und Single-Mixed-Staffeln

| Platzierung         | Einzel | Sprint | Verfolgung | Massenstart | Staffel | Gesamt |
| ------------------- | ------ | ------ | ---------- | ----------- | ------- | ------ |
| 1. Platz            |        |        |            |             |         |        |
| 2. Platz            |        |        |            |             |         |        |
| 3. Platz            |        |        |            |             |         |        |
| Top 10              |        |        |            |             | 3       | 3      |
| Punkteränge         | 4      | 6      | 3          |             | 17      | 30     |
| Starts              | 15     | 37     | 10         |             | 17      | 79     |
| Stand: Karriereende |        |        |            |             |         |        |

### Weltmeisterschaften
Ergebnisse bei Biathlon-Weltmeisterschaften:
| Weltmeisterschaft | Weltmeisterschaft | Einzel | Sprint | Verfolgung | Massenstart | Staffel | Mixedstaffel |
| Jahr              | Ort               | Einzel | Sprint | Verfolgung | Massenstart | Staffel | Mixedstaffel |
| ----------------- | ----------------- | ------ | ------ | ---------- | ----------- | ------- | ------------ |
| 2009              | Pyeongchang       | 69.    | 47.    | 51.        |             |         |              |
| 2011              | Chanty-Mansijsk   | 31.    | 76.    |            |             |         | 7.           |
| 2012              | Ruhpolding        | 32.    | 64.    |            |             | 16.     | 21.          |
| 2013              | Nové Město        | 24.    | 30.    | 33.        |             | 19.     | 16.          |